# Río Savannah
El río Savannah (en inglés: Savannah River, lit. 'río de la sabana') es un importante río de la vertiente Atlántica de los Estados Unidos que forma la mayor parte de la frontera entre los estados de Carolina del Sur y Georgia. (Una fuente del Savannah, la del río Tugaloo y el río Chattooga, forman la parte más al norte de la frontera.)
El río tiene una longitud como tal de 484 km,, aunque si se consideran sus fuentes, el sistema Savannah—Tugaloo—Chattooga alcanza los 649,9 km. Drena una cuenca de 25 511 km²  y tiene un caudal medio de 332 m³/s.

## Nombre
El nombre «Savannah» viene de un grupo de nativos shawnee que emigraron a la región de Piedmont, en la década de 1680. Destruyeron a los westo y ocuparon sus tierras en la cabeza del río Savannah en el límite de navegación del río, cerca de la actual Augusta. Estos shawnee fueron conocidos con varios nombres y variantes, como shawano, savano, savana y savannah. El origen y significado del nombre de savana para estos shawnee es incierto. Algunos sugieren que el nombre derivaría del término inglés «savanna», una especie de pradera tropical, que fue prestado al inglés a partir de la sabana española y que se utilizaría en el sureste colonial. La palabra española se habría tomado prestado de la palabra taino zabana. Otros sostienen que el nombre savannah vendría de algunas tribus de la costa del Atlántico, que hablaban lenguas algonquinas, ya que hay términos similares que significan «sureño» o tal vez «sal».

## Geografía

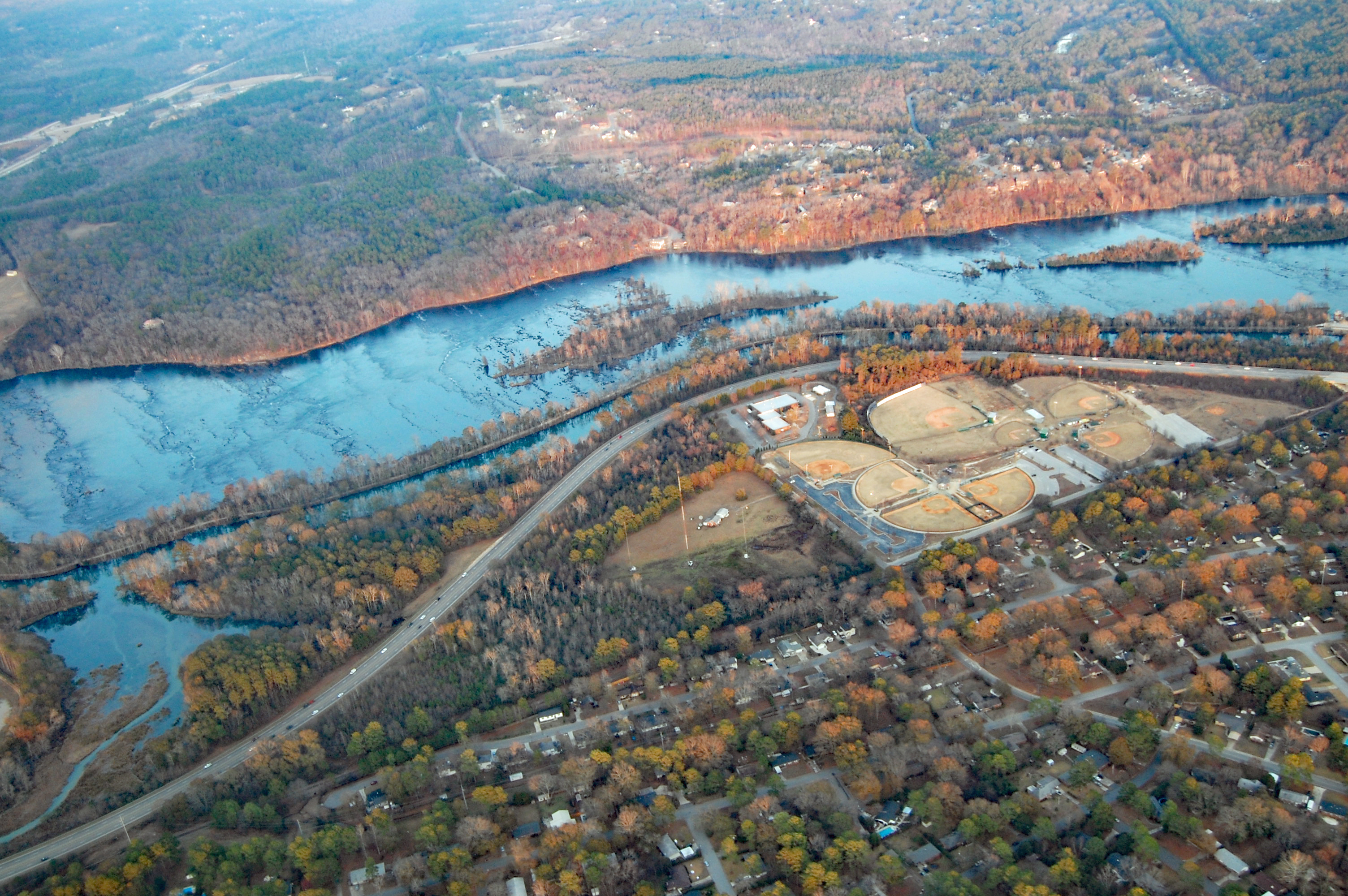
El Savannah en Augusta (al lado, el canal Augusta).

El río Savannah se forma por la confluencia —sumergida bajo las aguas del embalse artificial del lago Hartwell— del río Tugaloo y del río Seneca, y fluye en dirección sureste hasta desembocar en el océano Atlántico en la ciudad de Savannah. Un tramo de 8 km por encima de la ciudad de Savannah es navegable por barcos y las barcazas pueden llegar hasta la ciudad de Augusta.
La cuenca del Savannah se extiende por la vertiente sureste de los montes Apalaches hasta Carolina del Norte, limitada por la División Continental Oriental. La garganta Tallulah se encuentra en el río Tallulah, un afluente del río Tugaloo que forma la rama noroeste del río Savannah.
Las dos principales ciudades que se encuentran a lo largo del río Savannah, Savannah y Augusta, ambas en Georgia, fueron núcleos de asentamientos ingleses tempranos durante el periodo Colonial de la historia americana.
Mediante la construcción de varias esclusas, presas y embalses aguas arriba, como el lago Hartwell, también el río Savannah vez fue navegable por barcazas de carga entre Augusta Georgia (en la línea de caída ) y el océano Atlántico; el mantenimiento de este canal para la navegación comercial terminó en 1979, y el bloqueo por debajo de Augusta ha sido desactivado.
El río Savannah es un río mareal en la ciudad de Savannah. Aguas abajo de allí, el río se ensancha en un amplio estuario antes de desembocar en el océano Atlántico. El área donde el estuario se encuentra con el océano se conoce como "Tybee Roads". La vía fluvial intracostera (Intracoastal Waterway) fluye a través de una sección del río Savannah, cerca de la ciudad de Savannah.

### Principales afluentes
Los principales afluentes del Savannah son:
- arroyo Black (20,9 km);
- arroyo Brier (198 km);
- río Broad (96,6 km);
- río Chattooga (92,0 km);
- arroyo Ebenezer
- arroyo Knoxboro (4,2 km);
- río Little (Condado de Columbia) (116 km);
- río Little (Condado de McCormick)
- arroyo McBean
- río Rocky (81,0 km);
- río Seneca, de 34 km ahora sumergidos, formado por la confluencia del río Keowee-Toxaway (75,8 km) y el arroyo Twelvemile;
- arroyo Stevens
- río Tugaloo (73,9 km), formado por la confluencia de los ríos Tallulah (76,8 km) y Chattooga (92,0 km);

### Presas
- Presa Hartwell
- Presa Richard B. Russell
- Presa J. Strom Thurmond
- Presa Arroyo Stevens
- Presa Ciudad Augusta
- Presa y esclusa New Savannah Bluff

## Historia
El río ha tenido varios nombres y variantes a lo largo de la historia, según recoge el USGS: río May, río Westobou (por la tribu de los westo), río Kosalu, río Isundiga y río Girande, entre otros.
El río Westobou fue el antiguo nombre del río Savannah que derivó de los nativos westo (también conocidos como westoe). Los westo se cree que eran originarios del noreste y que fueron empujados por las más poderosas tribus de la confederación iroquesa, que habían adquirido armas de fuego a través del comercio. Esta migración a partir de finales del siglo XVI dio lugar a que los indios westos llegaran a la zona actual de Augusta, Georgia, probablemente en la década de 1660.
Los westos usaron el río para pescar y suministrar agua, para el transporte y el comercio. Fueron lo suficientemente fuertes como para mantener a raya a los colonos españoles que hacían incursiones desde Florida. La Colonia Carolina necesitó la alianza con los westos durante sus primeros años. Cuando los carolinos desearon ampliar su comercio hasta Charleston, consideraron a los westos como un obstáculo. Con el fin de eliminarlos, enviaron un grupo llamado hombres del arroyo Goose (Goose Creek Men) para armar a los savannas (también conocidos como los Savannah), una tribu shawnee que derrotó a la westos en la Guerra Westo de 1680.
Después de esto, los colonos ingleses cambiaron el nombre del río a Savannah. El río fue decisivo en el temprano desarrollo de la región. Los ingleses fundaron dos ciudades principales en el río durante la época colonial: Savannah fue establecida en 1733 como puerto marítimo en el océano Atlántico, y Augusta se emplazó donde el río cruza la Fall Line del Piedemont. Las dos grandes ciudades del Savannah sirvieron como las dos primeras capitales estatales de Georgia. En el siglo XIX, el cauce arenoso del río cambió con frecuencia, causando numerosos accidentes de barco de vapor.
Durante la guerra civil estadounidense, el presidente Lincoln proclamó un bloqueo alrededor de los Estados Confederados, obligando a los comerciantes a utilizar ciertos puertos más adecuados a este propósito. El puerto de Savannah se convirtió en uno de los puertos más activos para los que rompían el bloqueo y que llevaban suministros para la Confederación.
Las mejoras de la navegación en el siglo XX, como la presa y esclusa New Savannah Bluff, se completaron en 1937 durante la Gran Depresión, y fueron pensadas para proporcionar navegación comercial hasta el norte de Augusta. El río Savannah fue significativo durante la década de 1950 cuando el gobierno de Estados Unidos comenzó la construcción de la planta de energía nuclear de Savannah River para hacer plutonio y tritio para armas nucleares.
Entre 1946 y 1985, el Cuerpo de Ingenieros del Ejército de los Estados Unidos construyó tres grandes presas en el Savannah para generar energía hidroeléctrica, controlar las inundaciones y favorecer la navegación. La presa J. Strom Thurmond (1954), la presa Hartwell (1962), y la presa Richard B. Russell (1985) y sus embalses se combinan para formar más de 190 km de lagos.
Donnie Thompson nombró una pequeña subdivisión "Westobou Crossing", que se encuentra en North Augusta, Carolina del Sur. La zona de la subdivisión se encuentra marcas del primera vado natural que cruza el río Savannah, promoviendo así el comercio y permitiendo viajar. Muchos artefactos nativos fueron encontrados en la zona y ahora pertenecen a colecciones privadas.

## Historia natural
El río Savannah discurre a través de una variedad de climas y ecosistemas a lo largo de su curso. Se considera un río aluvial, drenando una cuenca de 27 390 km²) y llevando gran cantidad de sedimentos al océano. En sus cabeceras en las montañas Blue Ridge, el clima es bastante templado. Sus afluentes reciben una pequeña cantidad de la escorrentía de deshielo en el invierno. La mayor parte del caudal del río a través de la región del Piedemont está dominada por los grandes embalses. Por debajo de Fall Line, el río es lento, y está rodeado de grandes pantanos de aguas negras de ciprés calvo. Numerosos barazos muertos marcan las ubicaciones de los viejos canales del río, que se ha trasladado por los terremotos y la sedimentación. Otra característica a destacar son los numerosas grandes acantilados que bordean el río en algunos lugares, sobre todo el acantilado Yamacraw, el lugar elegido para construir la ciudad de Savannah. El río se convierte en un gran estuario en la costa, donde se mezclan el agua dulce y la salada. Las operaciones de dragado en el río para mantener el puerto de Savannah han causado que la zona del estuario se mueva aguas arriba de su posición histórica. Esto está causando la transición de marismas de agua dulce en pantanos de aguas saladas spartina.
El río es el hogar de una gran variedad de especies acuáticas nativas e introducidas:
- Sección superior: la perca amarilla, trucha de arroyo, trucha marrón, trucha arco iris, Lobina de boca chica, lobina negra, lubina rayada atlántica, róbalo rayado híbrido, bajo Blanco, Lepomis macrochirus, nutria norteamericana de río, visón americano, castor norteamericano, bagre

- Sección media: lobina negra, pomoxis, lubina rayada atlántica, bajo manchado, Lepomis macrochirus, redbreast sunfish, bagre, anguila americana, nutria de río de América del Norte, visón americano, castor norteamericano, esturión Shortnose, lucio mallado, amia calva, catán narigudo, tortugas de rotura, Cocodrilo americano y mocasín de agua.

- Sección baja, estuario: lobina negra, pomoxis, lubina rayada atlántica, bajo manchado, Lepomis macrochirus, redbreast sunfish, bagre, anguila americana, nutria de río de América del Norte, visón americano, castor norteamericano, esturión Shortnose, esturión del Atlántico, lucio mallado, bowfin, catán narigudo, tortugas de rotura, cocodrilo americano, serpientes, tambor rojo, lenguado, trucha de mar manchada, tiburón sarda, tarpon, delfín mular, manatí antillano y tortuga espalda de diamante.

Además, el río es uno de los cuatro río que quedan en el Sureste con poblaciones significativas de Hymenocallis coronaria, los lirios-araña de los bajíos. Hay tres poblaciones en la cuenca del río principal y una en los tributarios del arroyo Stevens en Carolina del Sur y el río Broad en Georgia.

## Contaminación
El río Savannah tiene el cuarto nivel de descarga de tóxicos más alto del país, según un informe de 2009 de Environment America.

## Cruces
Esta es una lista de los cruces del río Savannah.
| Cruce                                                         | Transporta          | Localización                                |
| Río Front                                                     | Río Front           | Río Front                                   |
| ------------------------------------------------------------- | ------------------- | ------------------------------------------- |
| Puente Talmadge Memorial                                      | U.S. 17             | Savannah (Georgia) y Carolina del Sur       |
| Puente Houlihan                                               | S.R. 25             | Port Wentworth (Georgia) y Carolina del Sur |
| Río Back River                                                |                     |                                             |
| Río Savannah                                                  |                     |                                             |
| Puente ferroviario Seaboard Coastline                         | CSX Transportation  | Savannah y Carolina del Sur                 |
| Interstate 95 Bridge                                          | I-95                | Savannah y Hardeeville                      |
| Puente Georgia Highway 119                                    | GA Highway 119      | Clyo y Garnett                              |
| Puente Burtons Ferry                                          | US 301              | Sylvania y Allendale                        |
| Puente Sand Bar Ferry                                         | GA Highway 28       | Augusta y Beech Island                      |
| Puente Bobby Jones Expressway/Palmetto Parkway                | Interstate 520      | Augusta y North Augusta                     |
| Puente James U. Jackson                                       | U.S. 25             | Augusta y North Augusta                     |
| Puente Jefferson Davis Highway                                | U.S. Highway 1      | Augusta y North Augusta                     |
| Puente 5th Street                                             | 5th Street          | Augusta y North Augusta                     |
| Puente 13th Street                                            | GA/SC Highway 25    | Augusta y North Augusta                     |
| Puente Interstate 20                                          | I-20                | Augusta y North Augusta                     |
| Puente Furys Ferry                                            | GA/SC Highway 28    | Evans y Carolina del Sur                    |
| Presa J. Strom Thurmond                                       | US 221              | Rosemont y Clarks Hill                      |
| McCormick Highway Dam                                         | US 378              | Lincolnton y McCormick                      |
| Puente Calhoun Falls Highway sobre el lago Richard B. Russell | GA/SC Highway 72    | Elberton y Calhoun Falls                    |
| Puente Elberton Highway sobre el lago Richard B. Russell      | SC Highway 184      | Elberton y Iva                              |
| Puente Smith McGee Bridge                                     | SC Highway 181      | Hartwell y Iva                              |
| Puente presa Hartwell Dam                                     | US 29               | Hartwell y Anderson                         |
| Lake Hartwell Bridge                                          | Interstate 85       | Lavonia y Fair Play                         |
| Puente Toccoa Highway (viejo y nuevo)                         | US 123              | Toccoa y Westminster                        |
| Puente Cleveland Pike                                         | Cleveland Pike Road | Toccoa y Westminster                        |